# جان مدن (کارگردان)
جان مدن (انگلیسی: John Madden (director)؛ زادهٔ ۸ آوریل ۱۹۴۹) یک کارگردان اهل بریتانیا است. وی از سال ۱۹۸۲ میلادی تاکنون مشغول فعالیت بوده‌است.

## بخشی از جوایز وافتخارات
- کاندیدای بفتای بهترین کارگردانی برای فیلم شکسپیر عاشق در سال ۱۹۹۸

## فیلم‌شناسی
| سال  | فیلم                                   |
| ---- | -------------------------------------- |
| ۱۹۹۳ | اتان فروم                              |
| ۱۹۹۴ | گلدن گیت                               |
| ۱۹۹۷ | خانم براون                             |
| ۱۹۹۸ | شکسپیر عاشق                            |
| ۲۰۰۱ | ماندولین کاپیتان کارولی                |
| ۲۰۰۵ | برهان                                  |
| ۲۰۰۹ | Killshot                               |
| ۲۰۰۱ | بدهی                                   |
| ۲۰۱۲ | بهترین هتل عجیب مریگولد                |
| ۲۰۱۵ | دومین هتل فوق‌العاده شگفت‌انگیز ماریگولد |